# Stefan Westphal

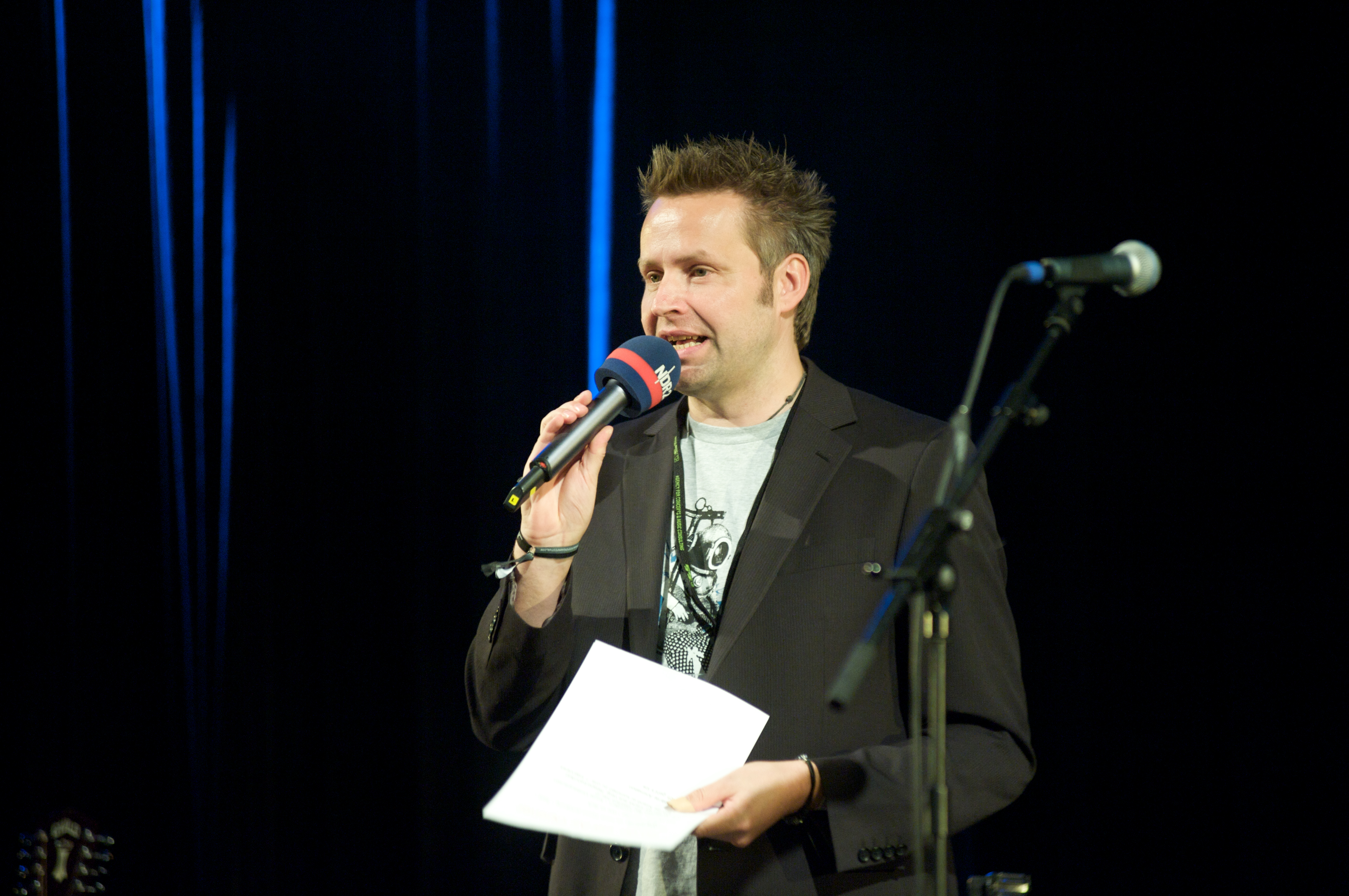
Stefan Westphal während eines Auftritts beim Reeperbahn Festival 2011 in Hamburg.

Stefan Westphal (* 1970 in Celle) ist ein deutscher Journalist, Autor, Medienmanager, Unternehmer und ehemaliger Radiomoderator.

## Leben
Westphal wuchs im niedersächsischen Celle auf. Während seiner Schulzeit am Hölty-Gymnasium arbeitete er bereits als DJ und Moderator. 1989 gehörte er zu den Gründungsmitgliedern des Celler Krankenhausradios „Radio Celle 1 e.V.“. Seine journalistische Grundausbildung erwarb er als Volontär des Celler Kuriers in Celle. Von 1994 bis 2000 studierte er an der Universität Siegen Medienplanung, -entwicklung und -beratung.
Heute arbeitet Westphal als Berater für digitale Geschäftsmodelle und innovative Kommunikation und lebt in Potsdam. Er schreibt regelmäßig in seinem Blog „Neue Digitale Medienwelt“ über den Medienwandel und die Auswirkungen auf Unternehmenskommunikation und Journalismus.

## Karriere
Nach dem Volontariat arbeitete Westphal zunächst als Redakteur und Moderator bei Radio Kiepenkerl im Kreis Coesfeld unter dem damaligen Chefredakteur Georg Rose. Gleichzeitig gründet er eine Konzert- und Eventagentur. Nach seinem Studium arbeitete er von 2000 an bei radio ffn in Hannover. Zunächst war Westphal Nachrichtenredakteur. Später moderierte er wechselnde Sendungen im Tages- und Abendprogramm, darunter auch die Chartshow „Das Gelbe vom Ei“ im Jahr 2002 und mehrere Monate die Nachmittagsshow. 2003 wechselte Westphal zu NDR 2 nach Hamburg. Er moderierte dort zunächst Sendungen im Abend- und Wochenendprogramm. Ab 2005 war er regelmäßig in den Musik-Spezialsendungen „NDR 2 Soundcheck“ zu hören. 2007 übernahm er gemeinsam mit den Moderatoren Christian Blecken, Stefan Vogt und Jens Vogt das Nachmittags- und Abendprogramm.
2012 verließ Westphal den NDR und gründete das Unternehmen „my mediaguide“. 2015 wechselte er in die Abteilung Marketingkommunikation bei Bosch Car Multimedia in Hildesheim. 2017 übernahm er die Leitung des Medieninnovationszentrums Babelsberg (MIZ), welches er nach strategischen Differenzen Anfang 2018 wieder verließ.

## Interaktive Erzählformate
Zwischen 2012 und 2013 entwickelte Westphal für seine Diplomarbeit bei Rainer Leschke ein interaktives Erzählformat, das das klassische Hörfunkfeature in eine digitale, medienkonvergente Form überführt. Wesentliche Merkmale dieser Erzählform sind die Non-Linearität, die Individualisierung der Inhalte im Sinne von Inhaltstiefe und Erzählgeschwindigkeit sowie die crossmediale, multimodale Darstellungsweise und Produktion. Westphal hält die Weiterentwicklung von Erzählformaten für notwendig, um sich den durch Smartphones geprägten Rezeptionserwartungen der Nutzer anzupassen. 2014 erschien sein Konzept als Buch unter dem Titel „Wie das Radio im Netz überleben kann: Entwicklung eines neuen Storytelling Formats auf Basis des Features“.
Gemeinsam mit dem Berliner Medienkünstler Florian Thalhofer und dem Filmemacher Felix Pauschinger begann Westphal 2018 mit der Arbeit an einer interaktiven, non-linearen und überwiegend auf Filmmaterial basierenden Darstellungsform zum Thema Künstliche Intelligenz unter dem Projektnamen „Codonaut“.

## Trivia
- 1989 gewann Westphal den Titel „Deutscher Moderatorenmeister“ bei einem Wettbewerb der Jugendzeitschrift BRAVO.
- Westphal spricht die Rolle des Besserwissers[10] in der Installation „Sprechende Laternen“ in Celle.
- Seit 2017 moderiert[11] Westphal gelegentlich Sendungen bei Radio Hannover.